# Marco Bucci
Marco Bucci (Ferrara, 29 de noviembre de 1960 - ibídem, 6 de agosto de 2013) fue un lanzador de  disco y de peso italiano.

## Biografía
Marco Bucci ha sido dos veces campeón de Italia y medallista de bronce en la Universiada de 1983 en Edmonton, alcanzando la segunda mejor marca actual italiana de lanzamiento de disco con 66,96 metros. Al año siguiente volvió a batir su marca con 67,62 el 30 de junio de 1984 en Formia. Ya en 1989 su marca fue batida por el italiano Marco Martino, quien posee el actual récord italiano de lanzamiento de disco. 
En 1984 Marco fue forzado a dejar la clasificación de lanzamiento de disco en los Juegos Olímpicos de 1984 debido a un desgarro muscular pectoral.
Además Marco fue acusado de dopaje en 1986 en el caso Faraggiana

## Récord nacional
- Lanzamiento de disco: 66.96 m ( Formia, 30 de junio de 1984) - poseído hasta el 28 de mayo de 1989

## Éxitos
| Año  | Competición      | Lugar       | Posición | Competición          | Marca   | Notas |
| ---- | ---------------- | ----------- | -------- | -------------------- | ------- | ----- |
| 1983 | Universiada      | Edmonton    | 3º       | Lanzamiento de disco | 60.62 m | [ 4 ] |
| 1984 | Juegos Olímpicos | Los Ángeles | NQ       | Lanzamiento de disco | NM      | [ 2 ] |